# 꽃가루받이

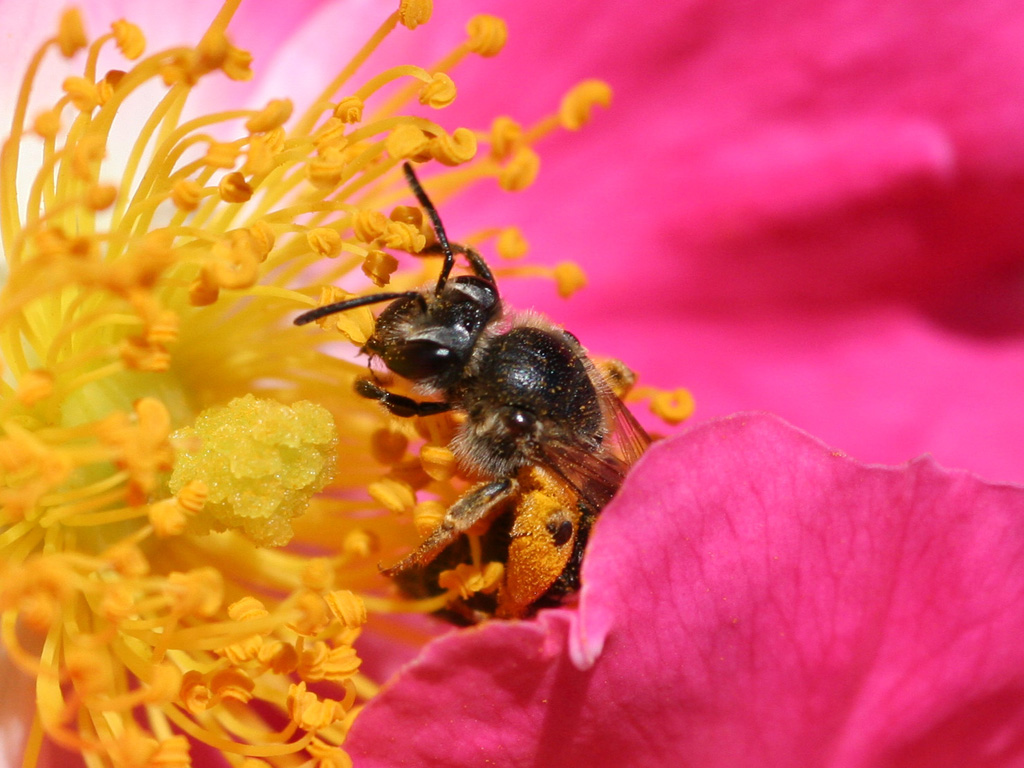

수분(受粉)은 꽃가루가 식물에 전이되어 수정을 거쳐 유성 생식에 이를 수 있게 하는 과정을 가리킨다. 꽃가루받이라고도 한다. 수분에 대한 연구는 식물학, 원예, 곤충학, 생태학과 같은 수많은 원칙과 함께한다. 꽃과 꽃가루 매개자(화분수) 사이에 상호작용하는 과정을 가리키는 이 수분 과정은 18세기 크리스티안 슈프렝겔이 처음 발표하였다. 열매를 맺는 과정이 수분의 최종 결과인 수정 작용에 의지하는 까닭에 원예와 농업에 중요하다.

## 종류

### 무성 수분
무성 수분은 다른 유기체를 동반하지 않고 수분이 일어나는 과정을 가리킨다. 수정 과정을 거치는 식물 가운데 오직 10%만이 짐승의 도움을 받지 않고 수분에 들어간다. 바람에 의해 수분이 이루어지는 꽃을 풍매화라고 한다.

### 유성 수분
수분의 과정은 일반적으로 꽃가루 매개자를 요구한다. 이러한 과정을 유성 수분으로 부른다. 야생에는 약 200,000종의 동물 꽃가루 매개자가 있으며 대부분이 곤충이다. 벌이나 나비 등 곤충에 의해 수분이 이루어지는 꽃을 충매화라고 한다.

## 같이 보기
- 방임 수분
- 인공 수분
- 자가 수분
- 꽃가루 증후군(영어판)